# Cal (film)
Pour les articles homonymes, voir Cal.
Pour plus de détails, voir Fiche technique et Distribution.
Cal est un film britannique de Pat O'Connor sorti en 1984, d'après le roman Cal de Bernard Mac Laverty publié en 1983.

## Synopsis
Cal est un jeune catholique de dix-neuf ans qui vit en Irlande du Nord. Il a participé à des actions terroristes de l'IRA, notamment à celle où fut tué Morton, un policier. Il est très attiré par Marcella, la veuve de ce dernier. Très vite l'amitié fait place à l'amour. L'IRA contacte à nouveau Cal mais la police en est bientôt informée...

## Fiche technique
- Titre : Cal
- Réalisation : Pat O'Connor
- Scénario : Bernard MacLaverty d'après son roman
- Production : David Puttnam
- Musique : Mark Knopfler et Guy Fletcher
- Effets spéciaux : John Evans
- Pays :  Royaume-Uni,  États-Unis et  Irlande
- Genre : Drame, thriller et romance
- Durée : 102 minutes
- Date de sortie : 7 novembre 1984

## Distribution
- Helen Mirren : Marcella
- John Lynch : Cal
- Donal McCann : Shamie
- John Kavanagh : Skeffington
- Ray McAnally : Cyril Dunlop
- Stevan Rimkus : Crilly
- Catherine Gibson : Mrs. Morton
- Louis Rolston : Dermot Ryan
- Tom Hickey : Preacher
- Gerard Mannix Flynn : Arty
- Seamus Forde : Mr. Morton
- Edward Byrne : Skeffington Sr
- J.J. Murphy : Man in Library
- Audrey Johnson : Lucy
- Brian Munn : Robert Morton

## Récompenses et distinctions
- Prix d'interprétation féminine à Cannes pour Helen Mirren